# Ragvald jarl
Ragvald var enligt Snorre Sturlasson bror till och jarl under Magnus Henriksson. I excerpter från 1500-talet om donationer till Vreta kloster sägs även en konung Magnus gjort en donation för sin avlidne broder Ragvald. I den latinska versionen benämns denne "dux", och i den svenska "hertug". Enligt den svenska, men inte den latinska, versionen skall denne i sin tur ha donerat för sin bror "hertug" Johan.